# Jerzy Grotowski
Jerzy Marian Grotowski (Rzeszów, 1933 – Pontedera, 1999) va ser un director teatral, investigador i teòric teatral polonès del segle xx. És considerat un dels grans noms del teatre del segle xx, ja que les seves investigacions van transformar el teatre durant la segona meitat del segle.
Es va formar com a actor i director a l'Escola Superior d'Art Dramàtic de Cracòvia. El 1959 va començar a dirigir un petit teatre de província i hi va fundar una companyia amb un grup d'actors molt joves i inexperimentats, sent descobert i aclamat per la crítica internacional a finals dels 60. El 1968 va publicar Towards a Poor Theatre ("Cap a un teatre pobre") i el 1969 va comunicar la seva decisió d'abandonar els espectacles per a dedicar-se a la recerca.
Els seus estudiosos han dividit la seva trajectòria professional en cinc períodes: el de producció d'espectacles amb la seva companyia, el Teatre Laboratori (1959-1969); el Parateatre als boscos polonesos (1969-1978), abandonant la producció de teatre; el de Teatre de les Fonts (1976-1982), amb expedicions arreu del món; el Drama Objectiu (1983-1986) a la Universitat de Califòrnia d'Irvine; i L’art com a vehicle (1986-1999) al Workcenter of Jerzy Grotowski a Pontedera. Les investigacions de Grotowski sempre van estar enfocades a trobar l'essència i l'origen del teatre fundant així els estudis d'antropologia teatral.

## Inicis
Va néixer al si d'una família d'artistes i intel·lectuals el 1933. La seva infància a la Polònia socialista va ser molt difícil, i va haver de viure la Segona Guerra Mundial. El seu pare, Marian Grotowski, va desaparèixer de sobte, i es va instal·lar al Paraguai, des d'on mai més no contactarà amb la família. La societat en la qual vivia era marcadament catòlica, i el seu oncle era el bisbe de Cracòvia. Ja des del vuit o nou anys, Grotowski va llegir els evangelis, unes lectures que van arrelar profundament en la seva persona.
Pocs anys després, va llegir Search in Secret India (1934) escrit per Paul Bruton, on es relata el seu viatge per l'Índia, on busca homes savis. Entre les històries que relata hi ha la de Ramana Maharishi, un jove hindú que pressent la seva mort, i decideix retirar-se a una muntanya sagrada del sud-est de l'Índia. Aquesta narració va impressionar a Grotowski per la serenitat del iogui, i voldrà viatjar a aquell país llunyà. Els evangelis i l'hinduisme van esdevenir els dos pilar espirituals del jove polonès.
Quan tenia setze anys se li va diagnosticar escarlatina. Els metges van creure que la seva vida no aniria més enllà dels trenta anys. Grotowski va estar un any hospitalitzat, i li va canviar el caràcter. Va esdevenir un noi reflexiu, fràgil i molt sensible.
Per decisió pròpia va deixar l'hospital, i va acabar els estudis de secundària. El setembre de 1951, Grotowski va iniciar els seus estudis d'art dramàtic a Cracòvia, a l'Escola d'Art Dramàtic. La seva formació primer va ser com a actor i després com a director. Va completar la seva formació a Moscou, on va viatjar el 1955 per estar-hi un any, i on va estudiar amb un deixeble de Stanislavski. Aleshores es va interessar per Meierhold. El 1956, gràcies a una beca, va viatjar a l'Àsia central durant dos mesos, on volia aprendre sànscrit i filosofia oriental. El seu interès per la cultura oriental, i en especial pel sistema d'aprenentatge dels actors de l'òpera xinesa tradicional, el va portar a Pequín. Aquesta estada va fer que Grotowski s'interessés per la cultura no occidental, com la xinesa, l'índia, o la caribenya i les seves dimensions religioses i espirituals que tindran un pes important en els seus estudis teatrals.

## Teatre de les produccions (1959-1969)
En aquesta etapa és la del treball de Grotowski com a director teatral al Teatre Laboratori. El 1958 Grotowski va debutar com a director en Els déus de la pluja i el 1959 va cofundar el Teatre de les Tretze Files, un petit teatre a la ciutat d'Opole. Alguns dels espectacles que va dirigir són Akropolis, El Príncep Constant, o Apocalipsis cum figuris.
La recerca teatral en aquesta època gira al voltant de l'actor i la seva comunicació amb el director. A més, Grotowski concep l'actor com a sant. Ha de superar el moviment autòmàtic i sortir de la mecanicitat del cos, aquest exercici li servirà per la vida mateixa. S'aparta del mètode d'accions físiques de Stanislavski.
En aquesta etapa va elaborar la idea del teatre pobre, és a dir, l'eliminació del que és superficial en el teatre. En aquesta etapa Grotowski utilitza textos clàssics, sobretot del romanticisme polonès i autors de prestigi com Christopher Marlowe, Dostoievski, Eliot o Calderón de la Barca, i textos religiosos com la Bíblia, o cants gregorians com a base dels seus espectacles.
Acropolis va ser la primera obra de Grotowski que s'ajustava completament al nou concepte del Teatre Pobre. Els actors feien de presoners d'un camp de concentració i construïen l'estructura d'un crematori al voltant del públic mentre representaven històries de la Bíblia i de la mitologia grega. Aquesta obra va tenir un especial ressò a Opole perquè es troba molt a prop d'Auschwitz. Acropolis va llençar internacionalment la carrera de Grotowski.
Més tard es traslladaria a la ciutat de Wrocław. El principal objectiu era el de la investigació i l'adaptació de textos clàssics. Grotowski com a director volia la màxima autenticitat possible i va portar al límit del dolor el treball dels seus actors.
L'última obra que va dirigir Grotowski va ser Apocalypsis cum figuris el 1969. La preparació d'aquest projecte es va fer durant tres anys, en els quals Grotowski va anar abandonant el teatre més convencional per interessar-se pel que s'anomenaria, més endavant, l'art com a presentació. És el primer espectacle de l'anomenat teatre pobre. L'obra es va presentar a llocs diversos com esglésies o vells palaus.
Grotowski s'ha considerat un dels pares del teatre experimental contemporani, juntament amb el seu primer aprenent, Eugenio Barba, fundador i director de l'Odin Teatret. Eugenio Barba va publicar els escrits teòrics de Grotowski i de Ludwik Flaszen sota el títol de Cap a un teatre pobre (Towards a Poor Theatre) el 1968. És una obra cabdal que va influir en molt altres directors teatrals com Alejandro Jodorowsky o Peter Brook.
A finals de la dècada dels seixanta, tot i l'estricta censura de la República Popular de Polònia, que era un règim socialista, Grotowski va ser reconegut internacionalment. Tot i que des del 1964 la companyia de Grotowski havia presentat a Edimburg, Pàdua, i altres ciutat les seves obres, va ser el 1968 quan va debutar a Gran Bretanya, i l'any següent va debutar als Estats Units.

## Parateatre (1969-1978)
A principis de 1970 Grotowski va abandonar la direcció d'espectacles i comença una nova etapa que es coneix com el Parateatre (1969-1978) o teatre de participació. Grotowski va canviar el focus d'atenció en les seves investigacions: ara el subjecte no era l'art teatral i la seva tècnica sinó que pretenia eliminar la separació entre l'actor i l'espectador, és a dir, que pretenia un contacte espontani entre ambdós. En el parateatre s'utilitzen els espais del Teatre Laboratori, però en les seves gires s'usa l'entorn natural com a entorn teatral. Quedava del tot rebutjada la idea d'entreniment vinculada al teatre i es creava un espaitemps viscut per la comunitat.
Cal dir que Grotowski no contemplava el treball que feia amb els seus actors dins de l'àmbit teatral, sinó humà. Les activitats de la companyia eren accions improvisades de tipus participatiu, on es duia a terme un treball tant corporal com vocal. Els actors es preparaven fent exercicis de tipus teatrals, però també prenent cançons i textos com a punt de partida per les accions. Es demanava als participants que oblidessin allò après professionalment i que comencessin un ritual iniciàtic que durava uns dies.
Alguns dels diversos projectes que es van dur a terme en aquesta època van ser: La Vigília, Projecte Especial, Projecte Terra o L’arbre de la gent.
Grotowski entenia el teatre com un ritual en el qual l'espectador en posa en contacte amb l'herència cultural i amb el seu jo més profund. En aquest ritual l'actor pren el rol d'oficiant, i s'acosta a la concepció clàssica del teatre. Era conscient que en la societat actual, el ritual no té la mateixa importància. Va dur a terme reunions multiculturals amb participants d'arreu del món per posar en comú els elements comuns de tots els rituals, i en una altra línia d'investigació es va qüestionar què en podia extreure l'actor dels rituals ancestrals. Vegeu també teatre ritual.
Allò important en a manera d'entendre el teatre de Grotowski és que per a ell l'obra teatral no és un espectacle, no té com a destinatari l'espectador, sinó que és un instrument de coneixement col·lectiu. Per altra banda, el treball de l'actor té la missió de diferenciar la mecànica gestual quotidiana i extraquotidiana per obtenir un major coneixement de la dinàmica conductiva d'un mateix.
Durant l'estiu de 1975 va tenir lloc a Wrocław la Universitat de recerca del Teatre de les Nacions sota el patrocini del Teatre Laboratori. Més de 4500 assistents van participar en tallers, conferències i demostracions del “parateatre”.

## Teatre de les Fonts (1976-1982)
L'etapa coneguda com el Teatre de les Fonts en la qual Grotowski va treballar amb un equip internacional de professionals de diferents procedències: Polònia, Índia, Haití, Àfrica o Mèxic entre altres llocs. L'objectiu de Grotowski era arribar a l'origen del teatre: trobar i analitzar les fonts tècniques, arcaiques i primitives. Pretenia ser un projecte multicultural que identifiqués els elements preculturals en diferents pràctiques tradicionals de diferents cultures (el ioga, el vudú, les danses sufís o el zen) per esbrinar quin impacte causaven als participants que no eren originaris d'aquests entorns culturals. Els exercicis que s'utilitzaven eren els de les tècniques tradicionals ja esmentades com el zen, les arts marcials, el ioga o el xamanisme i exercicis d'adaptació a l'entorn. Les activitats van tenir lloc en entorns naturals.
Alguns dels seus col·laboradors durant aquesta època van ser Włodzimierz Staniewski, Jairo Cuesta i Magda Złotowska.
En aquesta època Grotowski es va valdre dels seus contactes internacionals i de la seva llibertat per desplaçar-se per continuar amb els seus programes d'investigació teatral i mantenir-se lluny de la República Popular de Polònia que el 1981 va dictar la llei marcial. Va fer estades a Haití, i a Roma el 1982 on va pronunciar algunes conferències a la universitat La Sapienza. Després va buscar asil polític als Estats Units, on ensenyaria durant un curs a la Universitat de Colúmbia a Nova York.

## Drama objectiu (1983-1986)
El 1983 Grotowski va ser convidat pel professor Robert Cohen a la Universitat de Califòrnia a Irvine. Allà hi va començar un curs conegut com el Drama Objectiu. Aquesta etapa va transcórrer entre 1983 i 1986, en el qual Grotowski va treballar amb un equip d'actuació format per nou membres.
En el Drama Objectiu es perllonga la investigació duta a terme en el Teatre de les Fonts sobre l'impacte físic i psicològic que tenien els elements tradicionals rituals sobre els individus. Ara es fa una tria d'aquests elements com a instruments per a les accions. S'utilitzaran els elements rituals com els cants de tradició yanvalou per a les arts performatives. En aquesta etapa es van crear els Renderings, que eren l'embrió d'estructures performatives a partir cants i textos antics com el Llibre dels morts dels egipcis, o l'Evangeli de Sant Tomàs.
Grotowski va crear la Yurta, un espai projectat per dur a terme les seves investigacions. Era una construcció octogonal feta amb fusta. També treballaven al Red Barn (Graner Vermell), ambdós espais es trobaven al campus de la Universitat d'Irving.
En aquesta etapa Grotowski va continuar treballant amb col·laboradors com Maud Robart, Jairo Cuesta o Pablo Jiménez, amb els quals havia treballat anteriorment. Va iniciar altres col·laboracions amb James Slowiak.
El Teatre Laboratori va tancar les portes el 31 d'agost de 1984, però Grotowski va continuar exercint com a pedagog dels seus mètodes d'ensenyament experimental arreu del món.

## L’art com a vehicle (1986-1999)
L'última etapa és la coneguda com l'Art com a Vehicle o arts rituals, ja al Workcenter of Jerzy Grotowski a Pontedera. L'art com a vehicle pretenia recuperar la part més antiga de l'art en general i del teatre en particular. Era la cerca de l'art en el nivell superior que es convertia en vehicle espiritual. És a dir, si l'art com a representació era el teatre en el sentit clàssic, en l'art com a vehicle el teatre passava a ser un instrument perquè l'actor/actuant es conegués a un mateix. Per a Grotowski el teatre és el fi, no és el mitjà. El focus d'aquesta fase era el desenvolupament de les accions lligades a antigues tradicions i que podien tenir un impacte físic, emocional i mental sobre els actuants. En aquesta etapa els actors no són actors sinó actuants (doers), en el sentit que construeix una acció.
"L'art com a vehicle", va ser un terme utilitzar per Peter Brook:
| «             | Em sembla a mi que Grotowski ens està mostrant alguna cosa que va existir en el passat, però s'ha oblidat amb el pas dels segles, és a dir que un dels vehicles que permet a l'home tenir accés a un altre nivell de percepció és es troben en l'art de l'actuació. | » |
| — Peter Brook | |   |

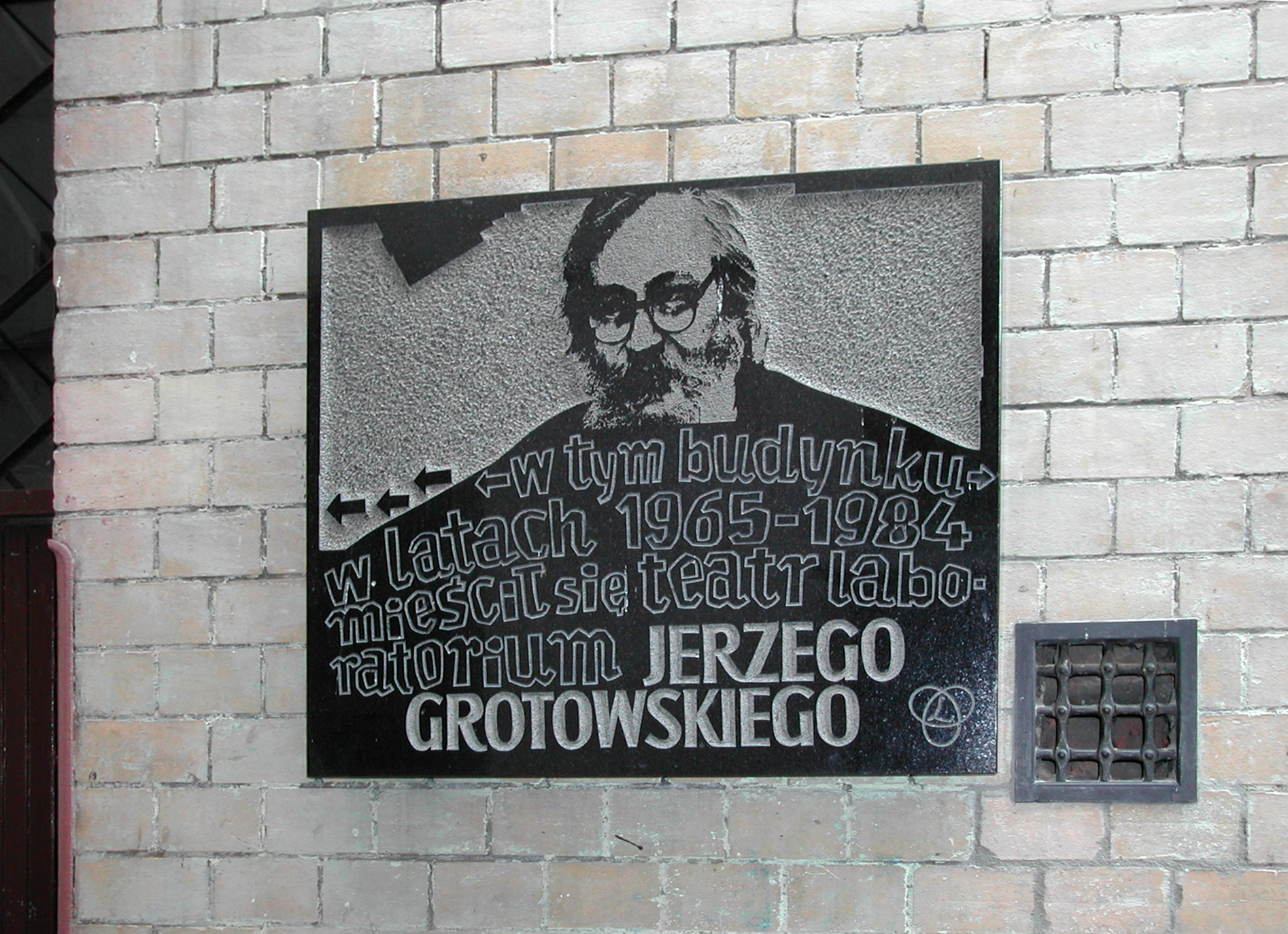
Placa en honor de Grotowski a Wrocław.

El 1986 Grotowski va ser convidat per Roberto Bacci al Centro per la Sperimentazione e la Ricerca Teatrale a Pondera, que s'havia creat el 1976. Bacci volia que Grotowski canviés la forma de treball del centre d'investigacions escèniques i a més li va oferir l'oportunitat de fer investigacions teatrals a llarg termini. Grotowski va acceptar. El van acompanyar en aquesta nova etapa tres assistents amb els quals havia col·laborat a la Universitat de Califòrnia: Jiménez, Slowiak i Thomas Richards. En aquesta etapa Grotowski va col·laborar amb Thomas Richards, un jove actor dels Estats Units, que havia estudiat a la Universitat Yale. Robart també va dirigir un equip de treball alguns anys.
El 1987 Grotowski va pronunciar una conferència titulada Performer (de la qual existeix un text elaborat i ampliat pel seu col·laborador Thomas Richards).
Thomas Richards va prendre cada cop més responsabilitat en l'equip d'investigació, fins al punt que no només va esdevenir l'actor principal en la pràctica de l'art com a vehicle sinó també va el seu líder i "director. Algunes de les seves obres van ser Downstairs action (filmada per Mercedes Gregory el 1989) i Action, que no eren espectacles tancats, sinó la construcció d’accions per part dels actors (doers). L’actor italià Mario Biagini, que es va unir a la Workcenter, de seguida va esdevenir un puntal més en les investigacions teatrals de l'equip de Grotowski.
El 1990 va adoptar la nacionalitat francesa. El 1996 Grotowski va canviar el nom del Workcenter a Workcenter of Jerzy Grotowski and Thomas Richards, centre que continua actualment la seva activitat. El 1997 va aconseguir la càtedra d'antropologia del teatre al Collège de France. De fet, va ser el creador de l'antropologia teatral, una disciplina de coneixement estudia les connexions entre el teatre i els rituals. Per a l'estudiós, el teatre era una derivació del ritual, una evolució en la qual el ritual havia perdut la seva dimensió màgica. Grotowski va introduir el punt de vista multicultural als estudis sobre teatre.
Grotowski va morir el 14 de gener de 1999, després de patir una llarga malaltia. El seu llegat i les seves investigacions de l'art com a vehicle continuen al Workcenter de Pontedera amb Thomas Richards com a director artístic i Biagini com a director associat.